# Ilmari Joensuu
Anti Ilmari Joensuu (Pori, 19 marzo 1916 – Jomala, 8 novembre 1963) è stato un aviatore e militare finlandese, asso dell'aviazione da caccia durante la guerra d'inverno e la guerra di continuazione, conseguendo 5 vittorie accertate in 100 missioni di combattimento.

## Biografia

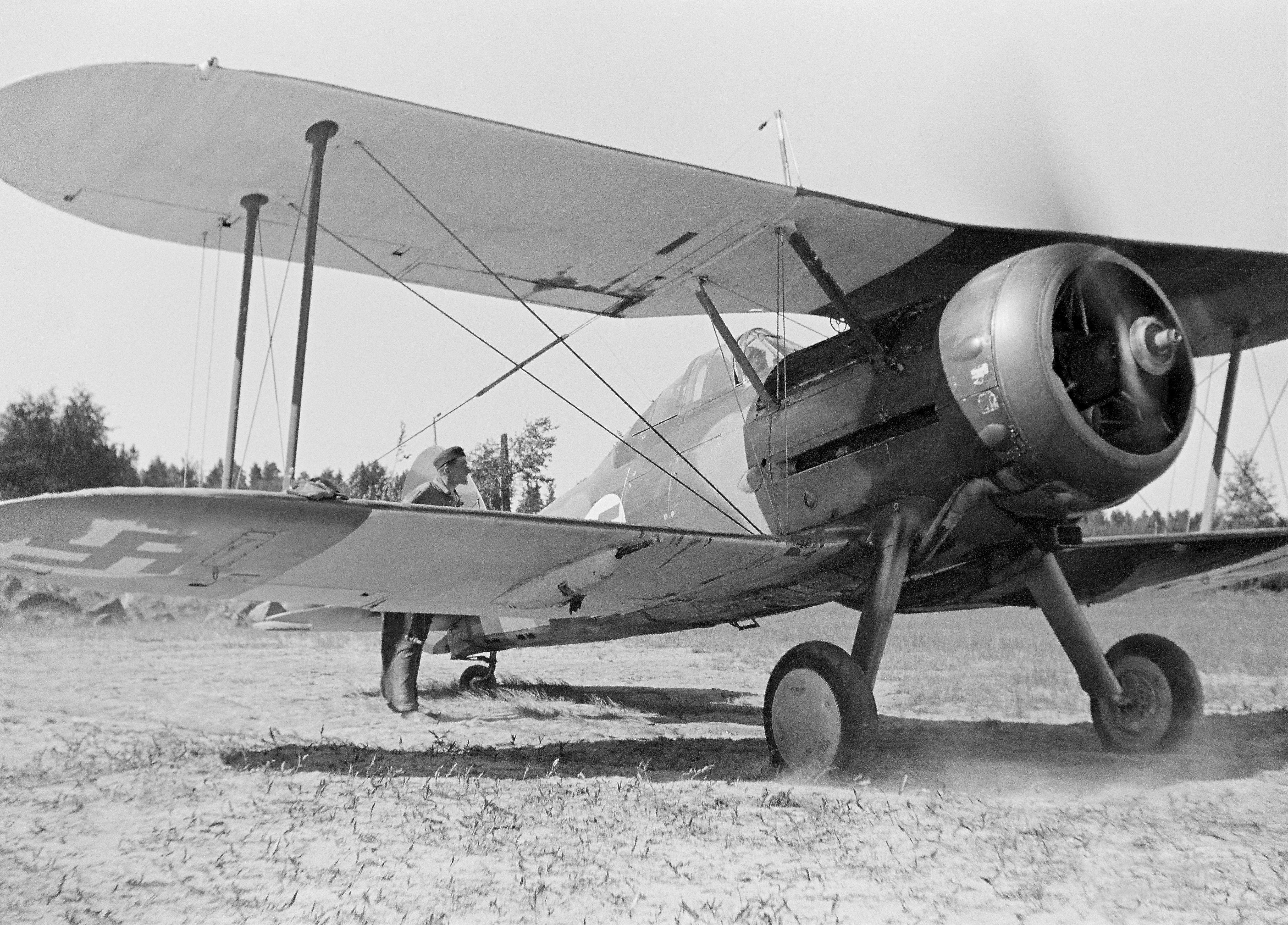
Un caccia Gloster Gladiator Mk.II in decollo da Joensuu, Finlandia.

Nacque a Pori il 19 marzo 1916. Iniziò a lavorare nel mondo dell'aviazione come costruttore di alianti e negli anni Trenta del XX secolo fu membro del club di volo a vela dell'Associazione di difesa aerea di Helsinki. Nell'estate del 1938 partecipò ad un corso di volo a vela tenutosi a Jämijärvi  e poi si arruolò nella Suomen ilmavoimat. Tra il 2 settembre 1938 e il 1939 frequentò la Scuola di addestramento al volo (Lentosotakoulu, RAUK 5) di Kauhava. Fu promosso ad alikersantti (sottosergente) il 12 agosto 1939 e assegnato al T-LeR 2 il 16 novembre. LLv 26
Dopo l'inizio della guerra d'Inverno con l'Unione Sovietica (novembre 1939-marzo 1940), nel febbraio 1940 fu trasferito al LeLv 26, equipaggiato con i caccia Gloster Gladiator Mk.II, e abbatté quattro aerei nemici. Conseguì la sua prima vittoria aerea il 12 febbraio 1940 abbattendo un bombardiere Tupolev SB sopra Jänisjärvi alle 11:45. Il 13 febbraio abbatté un caccia Polikarpov I-15 su Havuvaara, il 20 febbraio un bombardiere Ilyushin DB-3 su Kurkijoki, e il giorno 25 un ricognitore Polikarpov R-5 sopra Muolaanjärvi. Dopo la fine della guerra fu promosso sergente. Durante la guerra di continuazione, prestò servizio nel LeLv 26 e volò sui caccia Fiat G.50 Freccia. Il 13 agosto 1941 abbatté un caccia Polikarpov I-153, e ne danneggiò gravemente un altro. Il 28 febbraio 1942 iniziò la scuola per ufficiali di riserva e il 1º luglio 1942 fu accettato come cadetto al MaaSK. Fu promosso vänrikki il 17 luglio 1942. Fu promosso luutnantti il 13 aprile 1943 e riassegnato al LeLv 26 il 27 giugno 1943. Il 27 giugno 1944 fu assegnato all'HLeLv 34 e riuscì a pilotare i caccia Messerschmitt Bf 109 senza aumentare le sue vittorie. Si dimise dal servizio presso l'aeronautica militare l'8 novembre 1948. Nel dopoguerra lavorò come pilota civile per la Aero Oy e successivamente per la compagnia aerea Finlantic. Venne coinvolto nei circhi volanti organizzati dall'Associazione aeronautica finlandese in tutto il paese. In questi spettacoli interpretava un clown del circo che "rubava" un aeroplano, di solito un Letov Smolik, e poi faceva giri selvaggi con esso sopra il campo d'aviazione. Perse la vita l'8 novembre 1963, in un incidente aereo avvenuto a Mariehamn, passeggero del volo Helsinki-Turku-Marienham nella cabina di pilotaggio dell'aereo precipitato, un Douglas DC-3.

### Fonti
1. 1 2 3 4 5 6 7 8 9 10 11 12 13 14  Surfcity.
2. 1 2 3 4 5 6 7 8 9  Virtual Pilots.